# Pierre Chassang
Pierre Chassang, (n. 1918-29 de abril de 2013), fue un aikidōka 8.º dan Takemusu Aiki Intercontinental y 6.º dan Aikikai.
Fue uno de los creadores de la Association Culturelle Européenne d'Aikido. Estudió con Mutsuro Nakazono.
Fue miembro de la Federación Internacional de Aikido, de la cual fue tesorero durante varios años.Presidente de la Federación Europea de Aikido. Mantiene una amistad muy buena con Nobuyoshi Tamura. Fue miembro fundador de Takemusu Aiki Intercontinental.